# Mahmut II
Mahmut II (20 de juliol de 1785 – 1 de juliol de 1839) va ser soldà de l'Imperi Otomà des del 1808 fins a la seva mort. Fill del soldà Abdülhamit I (el petit de dotze fills), el seu regne destaca principalment per les extenses reformes legals i militars que va instaurar.

## Biografia
L'any 1807 els geníssers van derrocar el soldà reformista Selim III i el van obligar a abdicar a favor del seu cosí Mustafà IV, el germà gran de Mahmut. El paixà Mustafà Bayrakdar, un governador provincial partidari de les reformes, va reunir un exèrcit per restituir Selim. Per evitar-ho, Mustafà IV va ordenar executar a Selim, i també al seu propi germà Mahmut per evitar qualsevol alternativa al tron. Mahmut va poder amagar-se a temps i quan els revoltats van entrar al palau van fer executar a Mustafà portant a Mahmut II, única alternativa al tron, a ser nomenat soldà. Bayrakdar va convertir-se en el seu primer gran visir.
El visir va prendre la iniciativa en reprendre les reformes que havia iniciat Selim. El país estava en descomposició amb molts districtes en poder de senyors locals coneguts com els derebeys; un estat permanent de guerra amb Rússia i la Gran Bretanya. Una reunió feta a Istanbul va establir el sened-i-Ittifak que modificava el marc constitucional limitant la sobirania del sultà. A mitjans de novembre de 1808 Bayrakdar va ser enderrocat i assassinat i Mahmut II va haver d'abandonar temporalment les reformes. Per un temps els geníssers van fer regnat el terror a la capital però quan va aconseguir recuperar el control el sultà va tornar a les reformes.

### Guerra russo-turca (1806-1812)
Rússia va ocupar Bessaràbia, Moldàvia i Valàquia el 1806 i els britànics en 1807 van intentar trobar la pau entre otomans i russos, que no tenien intenció de retenir els principats danubians ni posar en risc els seus interessos per afavorir els serbis, però els esforços diplomàtics van ser en va, però Alexandre I de Rússia, forçat per Napoleó a signar un armistici amb els turcs pel Tractat de Tilsit, va utilitzar aquest temps de pau per transferir més soldats russos des de Prússia cap a Bessaràbia i en 1810 la guerra es va reprendre quan els russos van atacar al sud del Danubi on amb dificultats van poder contenir els turcs, i finalment, davant l'amenaça francesa a Rússia, es va arribar al Tractat de Bucarest (1812) de 28 de maig, pel que Bessaràbia va passar al tsar i Moldàvia i Valàquia tornaven a l'Imperi Otomà.

### Recuperació del control
En els següents anys Mahmut va provar de recuperar el control de les províncies pròpies, cosa que vers el 1820 ja havia aconseguit en bona part; però la destrucció dels senyors locals turcs va afavorir el poder dels nobles d'altres ètnies com serbis o grecs. En aquests anys Muhàmmad Alí Paixà d'Egipte, nominalment sota sobirania otomana, va controlar el moviment wahhabita a l'Emirat de Diriyah i va acabar amb el domini mameluc amb la Massacre de la Ciutadella i l'eliminació dels ja debilitats mamelucs a les províncies.
Els serbis es van revoltar el 1804 i la revolta va durar fins al 1813, però el 1815 va esclatar una nova rebel·lió nacional i el sultà va haver d'acabar concedint autonomia sota pressió russa, en un procés que es va completar el 1830.

### Revolució de Valàquia de 1821

Revolució de Valàquia de 1821

Aléxandros Ypsilantis cap de la Philikí Hetairía l'abril de 1820 va assumir la tasca de planificar la insurrecció per aixecar tots els cristians dels Balcans en rebel·lió i obligar a Rússia a intervenir en nom seu. El 22 de febrer va travessar el Prut, aliant-se amb Tudor Vladimirescu i ocupant Bucarest al març. Vladimirescu va acceptar dividir el país amb Ypsilantis, preservant el control d'Oltènia, Bucarest i la meitat sud de Muntènia. L'emperador rus, un dels principals defensors del Concert d'Europa va desautoritzar qualsevol relació amb ell i va donar efectivament als otomans la "lum verda" per marxar als Principats per fer front a la insurrecció. Veient que els grecs no tindrien el suport del tsar, Vladimirescu va negociar en secret un acord amb els otomans, que finalment van envair Valàquia a finals d'abril. Els pandurs es van retirar cap a Oltènia, i els revolucionaris grecs van arrestar i executar Vladimirescu, fent que les tropes rebels valaques es retiressin del conflicte.

### Guerra a Grècia i Pèrsia

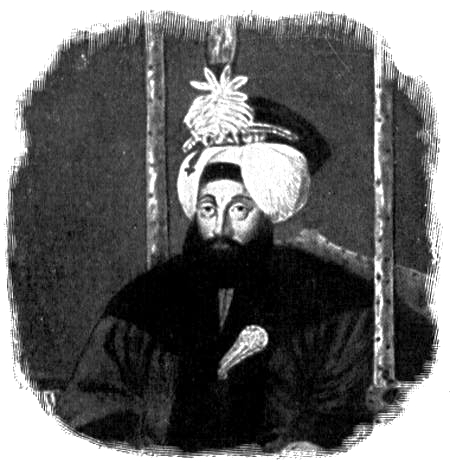
Mahmut abans de la reforma

La Porta va tenir un greu conflicte amb el senyor albanès Ali Pasha Tepedelenli de Janina que va afavorir els grecs. El 1820 es va produir la primera revolta i el 1821 el Peloponès estava aixecat en armes. Mahmut es va obstinar a dirigir la seva força contra Tepedelenli que fou derrotat i executat el febrer de 1822. El sultà va cridar a Muhàmmad Alí Paixà d'Egipte al que va prometre el govern de Creta, on la revolta s'havia estès, i aquest va intervenir enviant primer al seu nebot Hasan Pasha i a la seva mort accidental, a un altre dels seus nebots, Hussein Bey.
Mentre alguns incidents fronterers amb l'Imperi Qajar havien portat a una guerra total contra Fat·h-Alí Xah Qajar fins que es va ajustar Tractat of Erzurum el 1823 pel què els dos contendents acceptaven les fronteres establertes pel Tractat de Zuhab de 1639. Acabada la guerra amb Pèrsia, el sultà es va poder dedicar a combatre els grecs i encara que foren derrotats a Macedònia i Tessàlia, els turcs no van poder triomfar al Peloponès. El sultà va tornar a cridar a Muhàmmad Alí Paixà d'Egipte al que va prometre el govern del Peloponès el febrer de 1825; els egipcis van redreçar la situació i després de la conquesta de la fortalesa de Mesolongi als grecs l'abril de 1826 la situació dels rebels va esdevenir desesperada.
L'exemple de l'exèrcit modern egipci fou aprofitat pel sultà per fer reformes militars: els geníssers serien abolits en 1826 i substituïts per eshkindiyan, un cos de soldats d'elit professionals. Aquesta decisió va provocar la revolta dels geníssers el 14 de juny de 1826; molts caps geníssers però estaven a favor de les reformes i l'aixecament fou aplanat en hores. El 16 de juny el cops dels geníssers quedava abolit per decret. L'afer fou considerat una cosa saludable (wak'a-yi khariyye). El cos dels eshkindiyan no es va constituir mai en favor d'un projecte més ambiciós d'exèrcit a la manera occidental, cosa que va progressar molt lentament (el 1828 el nou exèrcit només tenia 30.000 homes poc organitzats i equipats). Mentre les potències europees (Rússia, Gran Bretanya i França) havien intervingut en favor de Grècia i van enviar les seves flotes al port de Navarino el 20 d'octubre de 1827, on van destruir la flota otomana, que va perdre 37 vaixells i 3000 mariners, dos terços del total de la marina turca.
El setembre de 1828 es va obrir la Conferència de Poros per discutir quines haurien de ser les fronteres de Grècia. El 21 de desembre de 1828, els ambaixadors de Gran Bretanya, Rússia i França reunits a Poros van preparar un protocol, que preveia la creació d'un estat autònom governat per un monarca, l'autoritat del qual hauria de ser confirmada per un firman de Mahmud II. La línia fronterera proposada anava des d'Arta fins a Volos i, malgrat els esforços de Ioannis Kapodístrias, el nou estat inclouria només les illes de les Cíclades, les Esporades, Samos i potser Creta. La Sublim Porta, que havia rebutjat la crida a l'armistici el 1827 també va rebutjar les conclusions de la conferència, amb el sultà dient que mai concediria la independència de Grècia, i la guerra continuaria fins que reconquerís tota Grècia. A partir del Protocol de Poros, la Conferència de Londres va acordar un nou protocol el 22 de març de 1829, que va acceptar la majoria de les propostes dels ambaixadors però va dibuixar les fronteres més al sud que la proposta inicial i no va incloure Samos i Creta en el nou estat.

### Guerra russo-turca (1828-1829)

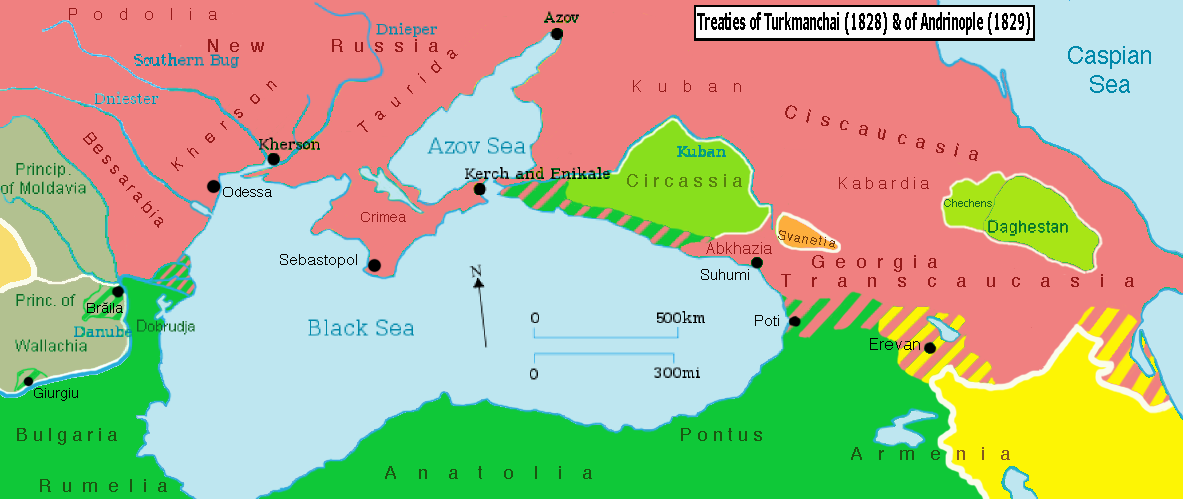
Tractat d'Adrianòpolis

El Sultà, enfurit per la participació russa a la batalla de Navarino, va tancar els Dardanels al trànsit de vaixells russos i va revocar la Convenció d'Akkerman, i el 1828 els russos van atacar les possessions europees i asiàtiques de l'Imperi Otomà i el 1829 ja havien obtingut una victòria total. L'exèrcit rus sota Diebitsch va sobrepassar Shumla i va entrar als Balcans ocupant Edirne (Adrianòpolis) el 20 d'agost, i amenaçant Istanbul. El sultà va demanar la pau, i pel tractat d'Adrianòpolis del 14 de setembre de 1829 van haver de cedir a Rússia el delta del Danubi i la província d'Akhaltzikhé (al Caucas), i pagar una forta indemnització; Sèrbia, Moldàvia, Valàquia i Grècia eren reconegudes autònomes sota protectorat rus.

### Algèria i Tunis

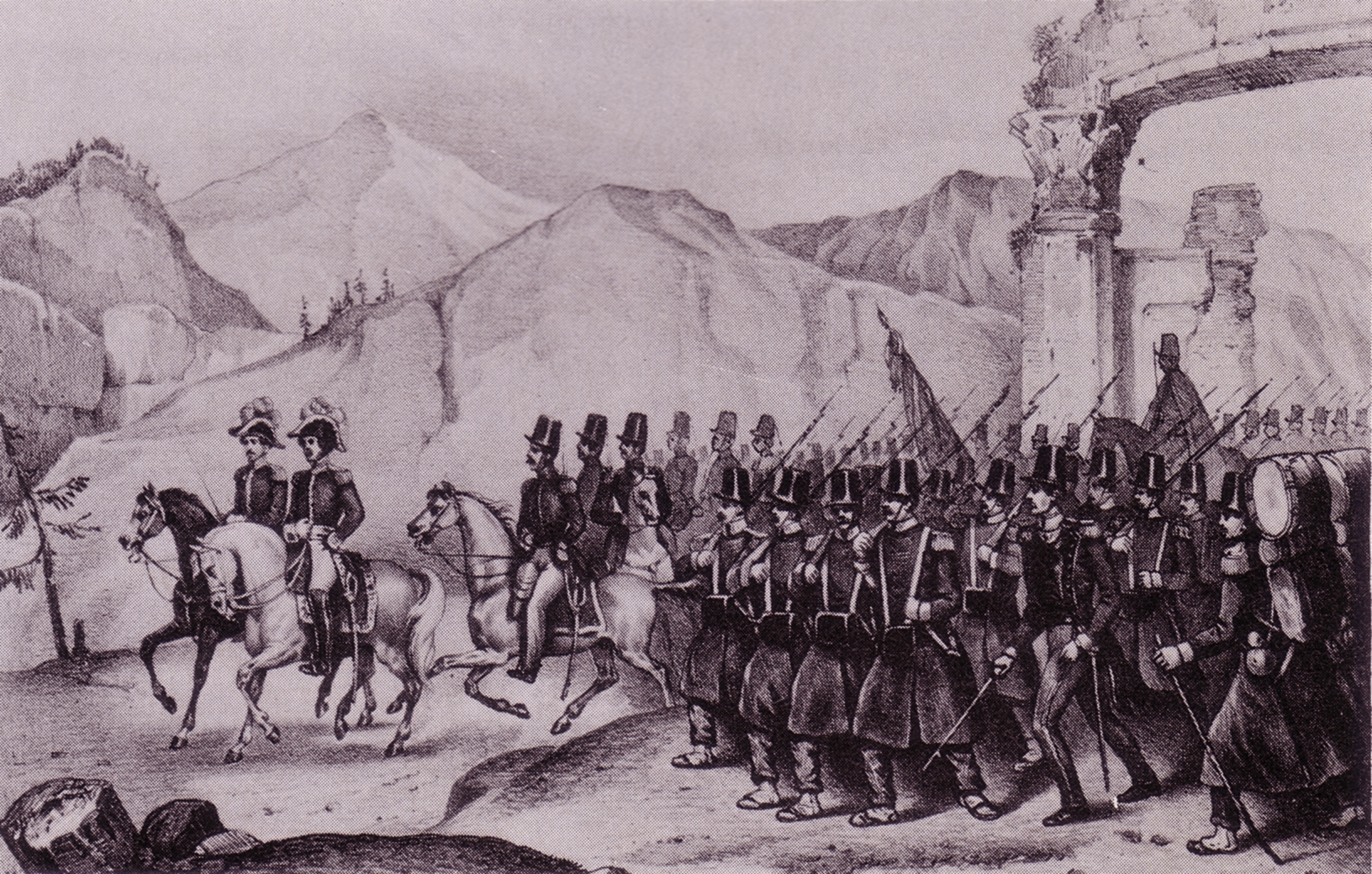
L'expedició de les Portes de Ferro

El 1830 els francesos van iniciar la conquesta d'Algèria. Mentre Muhammad Ali d'Egipte reclamava una compensació per les seves pèrdues a la guerra de Grècia i exigia la cessió de Síria que li fou refusada, i llavors els egipcis van envair la província l'octubre de 1831 i després de derrotar dues vegades als otomans la van dominar a meitat del 1832.
Yusuf Paixà Karamanli va abdicar de la Regència de Trípoli l'any 1832 a favor del seu fill Ali II, aviat va resultar una guerra civil, però per evitar ingerències dels francesos, que ja havien ocupat Alger el 1830, el febrer de 1835 van enviar una flota sota la direcció de Mustafa Nadjib Pasha que va desembarcar a Trípoli i va fer llegir el firman imperial que el nomenava governador (27 de juny de 1835), decretant la destitució d'Ali i de Mehmed. Mehmed ibn Ali es va revoltar per segona vegada però fou derrotat. Mehmed es va suïcidar i el seu germà Ahmad es va refugiar a Malta. Posteriorment flotes otomanes es van presentar algunes vegades davant Tunis, si bé foren rebutjades. La resta de membres de la família foren deportats a Istanbul excepte Yusuf que per la seva edat va poder restar a Trípoli fins que va morir el 4 d'agost de 1838.

### Revoltes als Balcans, revolta dels mamelucs irquians i independència de Grècia

Expansió territorial de Grècia entre 1830 i 1947

La revolta bosniana va ser una revolta dels terratinents bosnians contra l'Imperi Otomà per les reformes implementades pel sultà per abolir els ayan en 1831. Tot i guanyar diverses victòries notables, els rebels van ser finalment derrotats en una batalla prop de Sarajevo el 1832. La discòrdia interna va contribuir al fracàs de la rebel·lió, perquè Husein Gradaščević no va ser recolzat per gran part de la noblesa hercegovina. Com a resultat, Alí Paixà Rizvanbegović va ser nomenat paixà de l'Eyalat d'Hercegovina, que es va separar el 1833 de l'Eyalat de Bòsnia. El sultà va implementar el nou sistema representatiu del paixà, abolint l'antic sistema d'ayan. Els nous representants del paixà eren majoritàriament vells propietaris, però el 1850 Omer Pasha va eliminar completament les antigues famílies de propietaris.
Ali Rıza Paixà va dirigir l'exèrcit otomà el 1831 contra Dawud Paixà Mamluk, el governador mameluc de Bagdad després que es negués a renunciar al seu càrrec. Ali Rıza Pasha va capturar la ciutat el setembre de 1831 després d'un setge de deu setmanes de la ciutat que va causar fam massiva i va acabar amb el domini mameluc a Bagdad.
En aquest temps les potències europees decidien que Grècia seria una monarquia independent condició acceptada pel sultà al tractat de Constantinoble el juliol de 1832. El sultà va reunir un nou exèrcit per fer front a Muhammad Ali a Síria però els egipcis van envair Anatòlia i van vèncer als otomans a Konya el 21 de desembre ocupant Kutahya el 2 de febrer de 1833, estant en disposició d'avançar cap a Istanbul sense que hi hagués possibilitat de resistència seriosa. El sultà va apel·lar a les potències però de moment només van reaccionar els russos enviant una flota a la capital turca (febrer del 1833) forçant així a França i Gran Bretanya a intervenir igualment. La convenció de Kutahya el 8 d'abril de 1833 Mahmut concedia a Muhàmmad Alí Paixà el govern de Síria i la província d'Adana, i la supremacia russa fou confirmada en establir una aliança defensiva russo-otomana a canvi del Tractat de Hünkâr İskelesi del 8 de juliol de 1833, amb la garantia que els otomans tancarien l'estret de Dardanels a qualsevol vaixell de guerra estranger si els russos sol·licitaven aquesta acció, i els termes de l'acord van preocupar enormement la resta de les potències europees (Regne Unit, Àustria, Prússia, França i Rússia).
En els anys següents el sultà va aprofundir en les reformes. El 1835 es va reformar l'administració dividida en tres branques: burocràcia civil, (kalemiyye), jerarquia religiosa-judicial (ilmiyye) i afers militars (sayfiyye) dirigits pel gran visir, el shaykh al-Islam i el serasker, tots tres amb el mateix rang i responsables davant el sultà. El gran visir va perdre atribucions i el títol es va canviar l'1 de març de 1838 pel de bash wakil (representant en cap o primer ministre), mentre els seus col·laboradors eren designats amb el títol de ministre (nazir després vakil) al front de tres ministeris (nezaret) que reagrupaven els antics departaments i es dividien en afers interiors, afers exteriors, i afers financers. El 1838 es va crear un consell suprem de justícia que va tenir funcions consultives pel sultà. El serasker va jugar progressivament el paper de ministre de defensa i de cap d'estat major amb tot l'exèrcit de terra al seu càrrec (la marina tenia una organització separada sota el gran almirall que era un ministre separat). El 1834 es va formar una milícia provincial (redif). L'exèrcit tenia 90.000 homes el 1839 sense comptar la milícia. La seva organització fou en gran part obra de l'oficial prussià Helmuth von Moltke des de 1835; es van crear escoles de medicina militar (1827) i escola d'oficials (1834).
Les revoltes albaneses de 1833 1839 van tenir lloc a Albània com a reacció contra la nova política centralitzadora de l'administració otomana, a Shkodër i el sud d'Albània en 1833 en les que el govern otomà va acceptar les peticions dels rebels i va substituir l'impopular governador Namik Paixà per un altre funcionari i declarant una amnistia, però les promeses foren incomplides i en 1834 tornà a haver un aixecament i després d'importants combats els rebels es van retirar a les muntanyes, i per calmar la situació, el govern otomà va transferir el governador otomà Hafiz Pasha i va cancel·lar el servei militar per a les regions rebels. L'estiu de 1836 va començar un nou aixecament a Vlorë i el 1837 a Muzeqe. Van derrotar les forces otomanes a Berat, però en una segona batalla a Frakull van ser derrotats per una nova força otomana superior. Alush bey Frakulla i altres líders locals van ser capturats i condemnats a treballs forçats. L'agost de 1839 es va produir un nou aixecament a Berat que es va estendre per totes les regions de Sanjaq de Vlorë. Els líders rebels van enviar una petició al sultà Abdul Medjit perquè tingués funcionaris albanesos a l'administració i que posés a Ismail Pasha, nebot d'Alí Paixà de Janina, com a governador general. El setembre de 1839 els rebels van capturar el castell i una vegada més el govern otomà va ajornar l'aplicació de les reformes a Albània.

### Revolta a Egipte
El 1838 Muhàmmad Alí Paixà va anunciar a les potències la seva intenció de proclamar-se independent i La Porta el va declarar rebel, enviant un exèrcit otomà que va sortir de l'Iraq, va creuar l'Eufrates i es va enfrontar als egipcis el 24 de juny a la batalla de Nezib al nord-est d'Alep, però fou derrotat (juny). El sultà va morir a Istanbul sense saber el resultat de la batalla. L'1 de juliol de 1839 Mahmut II va morir de tuberculosi sense conèixer la derrota. Va ser succeït pel seu fill Abdülmecit I. El seu funeral va ser multitudinari. El nou regnat va materialitzar les reformes del Tanzimat, que van marcar l'inici de la modernització de Turquia i van tenir un efecte profund en aspectes socials i legals del funcionament diari de l'Imperi adoptant moltes costums europees en diversos àmbits, com el vestuari, l'arquitectura, el dret, l'organització institucional o la política territorial.